# Алыча 'Путешественница'
Алыча 'Путешественница' — универсальный сорт гибридного происхождения, раннего срока созревания, частично самоплодный.
Распространённое название этой группы гибридов — «Русская слива». Это принципиально новая косточковая культура, созданная в России в XX веке в результате гибридизации алычи и сливы китайской. Сочетает высокую продуктивность и выносливость алычи с крупноплодностью и хорошими вкусовыми качествами. Идею названия «слива русская» предложили американцы после знакомства с алычой гибридной. Алыча входит в род Слива, а большинство её гибридов выведены в России.
Включён в Государственный реестр селекционных достижений в 1986 году по Центральному, Северо-Западному, Центрально-Чернозёмному и Северо-Кавказскому регионам.

## Происхождение
|  | |  |  |  |  |  |  |  |  |  |  |  |  |  |  |  |
|  | Слива китайская 'Бербанк'                                                                              |  |  |  |  |  |  |  |  |  |  |  |  |  |  |  |
|  | |  |  |  |  |  |  |  |  |  |  |  |  |  |  |  |
|  | |  |  |  |  |  |  |  |  |  |  |  |  |  |  |  |
|  | Алыча 'Десертная'                                                                                      |  |  |  |  |  |  |  |  |  |  |  |  |  |  |  |
|  | |  |  |  |  |  |  |  |  |  |  |  |  |  |  |  |
|  | |  |  |  |  |  |  |  |  |  |  |  |  |  |  |  |
|  | Алыча 'Таврическая' (вероятно Prunus cerasifera ssp. macrocarpa var. taurica (Kost.) Erem. et Garcov.) |  |  |  |  |  |  |  |  |  |  |  |  |  |  |  |
|  | |  |  |  |  |  |  |  |  |  |  |  |  |  |  |  |
|  | |  |  |  |  |  |  |  |  |  |  |  |  |  |  |  |
|  | 'Путешественница'                                                                                      |  |  |  |  |  |  |  |  |  |  |  |  |  |  |  |
|  | |  |  |  |  |  |  |  |  |  |  |  |  |  |  |  |
|  | |  |  |  |  |  |  |  |  |  |  |  |  |  |  |  |
|  | ? |  |  |  |  |  |  |  |  |  |  |  |  |  |  |  |
|  | |  |  |  |  |  |  |  |  |  |  |  |  |  |  |  |
|  | |  |  |  |  |  |  |  |  |  |  |  |  |  |  |  |

## Биологическое описание
Дерево средней силы роста, крона округлая, средней густоты. Штамб серый, гладкий, чечевички многочисленные, средних размеров. Побег прямой, толстый — 3,5-4,0 мм, чечевичек много, крупные, антоциановые, окраска отсутствует. Обрастающие веточки длинные (копьеца), недолговечные.
Листовая пластинка: овальная, основание дуговидное, верхушка сильно заострена, отношение длины к ширине 2:1. Окраска верхней стороны листа светло-зелёная, верхняя поверхность листа блестящая в средней степени, неопушённая. Опушение нижней поверхности листа слабое. Зазубренность края листа городчатая. Волнистость края листа средняя. Желёзки расположены на основании листа и черешка. Черешок средней длины — 12 мм, неопушённый, средней толщины — 1,1 мм. Глубина бороздки средняя, антоциановая окраска отсутствует.
Цветковые почки средних размеров, овальные с заостренной вершиной, отстающие. Окраска чешуи при распускании почек зелёная. Из почки развивается 2 цветка крупного размера — 28 мм. Цветоножка длинная — 18 см. Лепестки слабо сомкнуты. Чашелистики овальные, длина 4 мм, ширина 3 мм. Лепестки яйцевидные, средних размеров — длина 11 мм, ширина 9 мм. Рыльце пестика расположено выше пыльников. Окраска лепестков белая. Окраска пыльников жёлтая. Пестик один, длиннее тычинок, дополнительных пестиков нет.
Плод средних размеров, высота 29 мм, ширина 30 мм, толщина 28 мм, масса 18,5—28 г, форма округлая, максимальный диаметр ближе к основанию, асимметричный. Брюшной шов слабо выражен, ровный по всей длине. Восковой налёт слабый. Верхушки округлая, воронка средней глубины. Окраска кожицы основная жёлтая, покровная красно-фиолетовая, сплошная, без штрихов, подкожных точек много, жёлтые, опушения нет. Кожица отделяется с трудом, консистенция средняя. Мякоть оранжевая, мягкая, тонковолокнистая, средней сочности, окраска полости одноцветна с мякотью, срез на воздухе темнеет медленно. Кислотность небольшая, сахаристость средняя, аромат достаточно сильный. Косточка средняя, масса 0,62 г, 3,90 % от массы плода, длина 16 мм, ширина 11 мм, толщина 7 мм, форма со стороны брюшного шва удлинённо-цилиндрическая, симметричная, наибольшая ширина у основания. Киль не развит, поверхность шероховатая. Края спинного шва частично слились, цельные. Ширина брюшного шва средняя, ширина его основания узкая, форма основания округлая, верхушка среднезаострённая. От мякоти отделяется плохо. Плодоножка средней длины, тонкая.
Плоды пригодны для употребления в свежем виде и для консервирования. Дегустационная оценка 4,2 — 4,4 балла. Оценка консервов из плодов: сок с мякотью — 4,3 балла, компот — 4,0 балла, варенье — 4,3 балла, замороженные плоды — 4,2 балла. Плоды содержат, на сырую массу: сухих веществ — 12,31 %, сахаров — 7,6 %, в том числе сахарозы — 4,6 %, моносахаров — 3,0 %, кислот — 2,50 %, сахарокислотный индекс 3,0, пектиновых веществ — 0,82 %, полифенолов — 478 мг/100г, антоцианов — 42,9 мг/100г, аскорбиновой кислоты — 6,6 мг/100 г.
Цветёт в средние сроки — во второй декаде апреля. Самобесплодный. Хороший опылитель для сортов алычи, китайской и русской сливы. Созревает в ранние сроки — в начале июля. Урожайность высокая и регулярная. Зимостойкость высокая. Засухоустойчивость средняя. Устойчив к клястероспориозу, монилиозу, вирусным заболеваниям.
Достоинства сорта: зимостойкость, раннее созревание, высокое качество плодов и урожайность (501,4 ц/га).

Недостатки: недостаточная крупноплодность, слабая консистенция плодов, неотделяющаяся косточка.

## В культуре
Сорта русской сливы, выведенные и рекомендованные для выращивания в южной зоне, отличаются от вишни и сливы более длительным периодом активного вегетирования. Из-за затяжного роста побегов осенью к моменту выкопки саженцы плохо вызревают, а зимой чаще повреждаются морозами и иссушаются в прикопе. Поэтому весенняя посадка не всегда бывает удачной.
Посадку осуществляют в яму 60 на 80 см и глубиной 40—50 см, в центре рекомендуется установить кол. Верхний плодородный слой вынутого грунта смешивают с перегноем, добавляют 200 г фосфорных и 60 г калийных удобрений. Калийные удобрения можно заменить древесной золой — 0,5 кг на посадочную яму. Свежий навоз, азотные удобрения и известь в посадочную яму вносить не рекомендуется.
Формирующую обрезку слишком длинных молодых побегов рекомендуется производить летом. Нужно поймать момент, когда рост побегов только-только прекратился, и укоротить их на 20 сантиметров. Омолаживающая обрезка производится на 8—10-й год роста. Техника омоложения такая же, как и для других плодовых культур.